# جرج واکر
جرج واکر (به انگلیسی: George Walker) سناتور سابق عضو حزب دموکرات-جمهوری‌خواه بود. وی در سال ۱۸۱۴ میلادی سناتور ایالت کنتاکی در سنای ایالات متحده آمریکا بود.